# Friesoythe
Friesoythe község Németországban, Alsó-Szászországban, a Cloppenburgi járásban. Lakosainak száma 23 234 fő (2023. december 31.).

## Földrajza
Friesoythe Saterland, Barßel, Esterwegen, Hilkenbrook, Lorup, Rastdorf, Vrees, Molbergen, Garrel, Bösel és Edewecht községekkel határos.

## Testvértelepülések
- Świebodzin